# Volkspartei (Finnland, 1932)
Die Volkspartei (finnisch: Kansanpuolue) war eine Partei in Finnland, die von 1932 bis 1936 bestand. 
Gegründet wurde die Partei am 21. August 1932 in Ylivieska. Vorsitzender der Partei wurde Yrjö Hautala, sein Stellvertreter Fredrik Rautio. 1936 ging die Partei in der neugegründeten Kleinbauern- und Landvolkpartei auf.
Die Volkspartei vertrat populistische Interessen der Kleinbauernschaft. Ihr Zentrum lag in der Region um Kalajoki an der nördlicheren Westküste Finnlands. Bei den Parlamentswahlen 1933 kandidierten Vertret der Partei in den Wahlbezirken Vaasa und Oulu. Mit 0,85 % der Gesamtstimmen in Finnland zog sie mit Heikki Niskanen und Yrjö Hautala in das finnische Parlament ein. In Saloinen erhielt die Partei 55,7 % der Stimmen. 1936 erhielt die Partei ein Mandat.

## Wahlergebnisse

### Parlamentswahlen
| Jahr | Abgeordnete | Stimmen | Prozent |
| ---- | ----------- | ------- | ------- |
| 1933 | 2           | 9 390   | 0,85 %  |
| 1936 | 1           | 7 449   | 0,63 %  |